# Heinrich Koppers

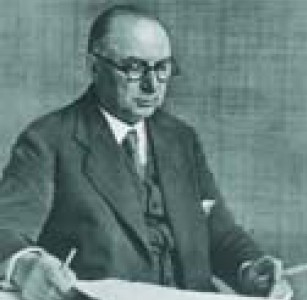
Heinrich Koppers

Heinrich Koppers (* 23. November 1872 in Walbeck (Geldern); † 5. September 1941 in Essen) war ein deutscher Konstrukteur, Erfinder und Unternehmer.
Koppers hat sich durch seine Arbeit um die Brennstofftechnik, insbesondere für Kohle, verdient gemacht. Mit seiner Firma, der 1901 gegründeten Heinrich Koppers AG, nahm Koppers eine weltweit führende Rolle in der Entwicklung der Kokerei- und Kohlevergasungstechnik ein. Die Flugstromvergasung nach dem Koppers-Totzek-Verfahren und nach dem Shell-Koppers-Verfahren geht mit auf ihn zurück.

## Leben und Wirken
Koppers stammte ursprünglich aus bäuerlichen Verhältnissen vom Niederrhein. Als Kind zog er nach Bochum, wo sein Vater eine Arbeitsstelle als Pförtner bei einer Eisenbahngesellschaft bekommen hatte. Koppers ging in Bochum zur Schule und absolvierte eine Klempnerlehre. Seine erste Stelle erhielt er als Dreher in einem Walzwerk in Bochum. Der ehrgeizige Koppers gab sich aber mit dieser einfachen Stellung nicht zufrieden und besuchte die technische Abend- und Sonntagsschule, später dann die Rheinisch-Westfälische Hüttenschule, wo er 1893 sein Studium abschloss.
Danach begann er als Betriebsassistent in einem Münchener Kupferwerk, wechselte aber nach kurzer Zeit (im Juni 1894) zur Kokereibaufirma Dr. C. Otto & Comp. Hier arbeitete er im Betrieb der Kokerei „Germania“ in Dortmund und in der Versuchskokerei der Firma in Dahlhausen, wo er ein Verfahren zur Gewinnung von Cyanid aus Koksofengas entwickelte und diverse andere Verfahren und Konstruktionen verbesserte. Schließlich kam es zum Zerwürfnis mit Gustav Hilgenstock, dem technischen Direktor bei Dr. C. Otto & Comp., über eine radikale Umkonstruktion der Koksbatterien vom Längs- zum Querregenerator. Koppers verließ das Unternehmen, arbeitete ab März 1899 für Hugo Stinnes als Leiter der Kokerei auf Zeche Mathias Stinnes und machte sich 1901 schließlich selbständig, um die Patente, die er in seiner Zeit bei Otto und Stinnes angemeldet hatte, zu verwerten und weiterzuentwickeln.
Die Überlegenheit von Koppers Bauweise zeigte sich schnell, und sein Unternehmen wuchs ab 1904 rasant. Ab 1906 erhielt Koppers auch zahlreiche Aufträge von US Steel, so dass er ab 1907 für einige Zeit in Amerika arbeitete und 1912 eine Tochterfirma in den USA, die Koppers Inc. in Chicago gründete. Später verkaufte er das Unternehmen mit den dazugehörigen Patenten an den Finanzier und späteren US-Finanzminister Andrew W. Mellon, unter dessen Eigentümerschaft sie nach Pittsburgh umzog.
Heinrich Koppers starb 1941, mitten im Zweiten Weltkrieg. Seine Firma wurde unter anderem von seinem Sohn Hans Heinrich Koppers (1903–1967) weitergeführt. Das Unternehmen geriet später in finanzielle Schwierigkeiten, wurde 1974 von der Friedrich Krupp AG übernommen (Krupp Koppers, später ThyssenKrupp EnCoke) und ist heute in der ThyssenKrupp Uhde GmbH aufgegangen. Der US-amerikanische Ableger, die Koppers Inc., existiert noch heute, ebenso wie deren diversifizierter chilenischer Ableger, der Mischkonzern Sigdo Koppers.

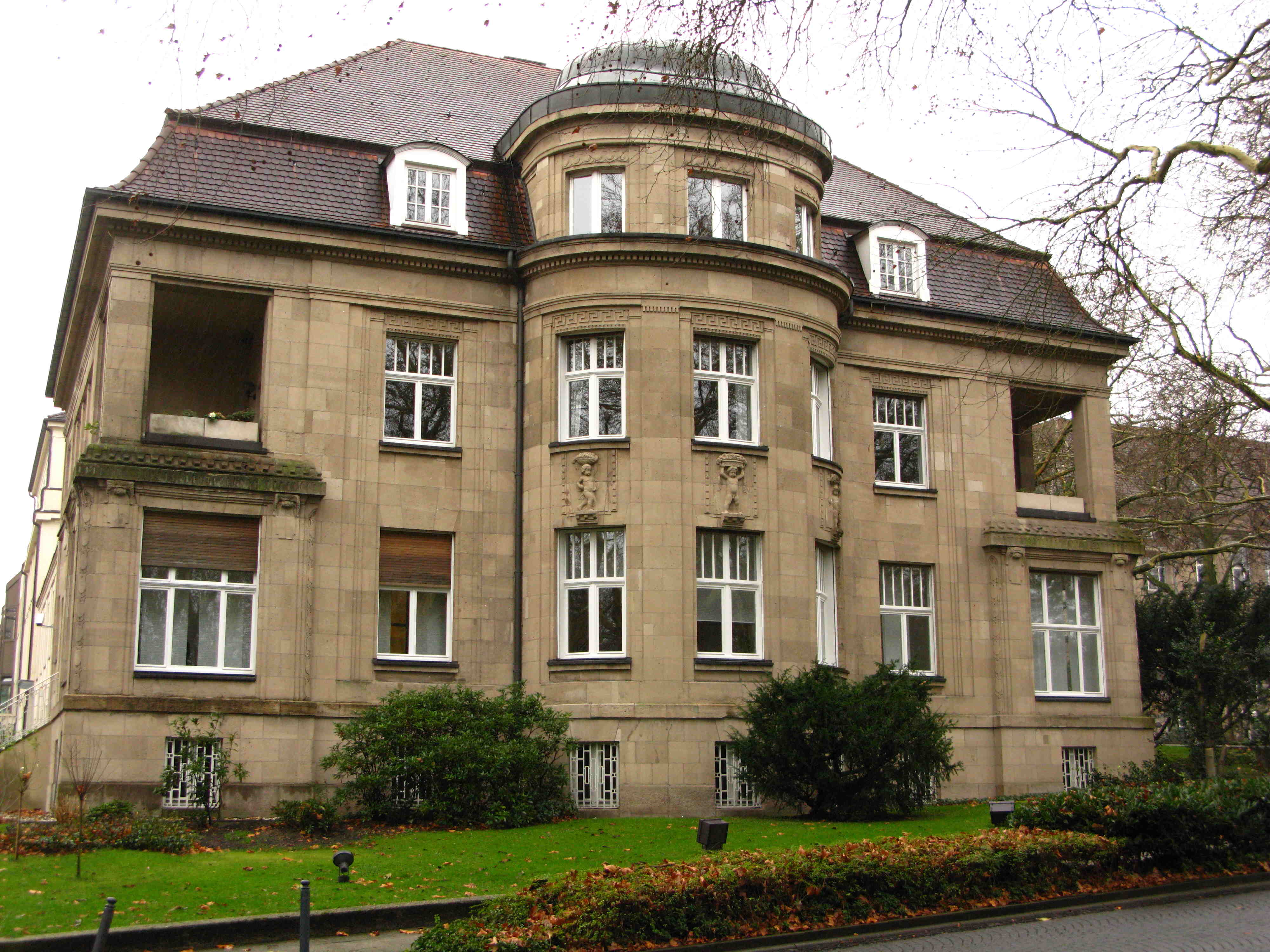
Villa Koppers: ehemaliges Wohnhaus der Familie Heinrich Koppers

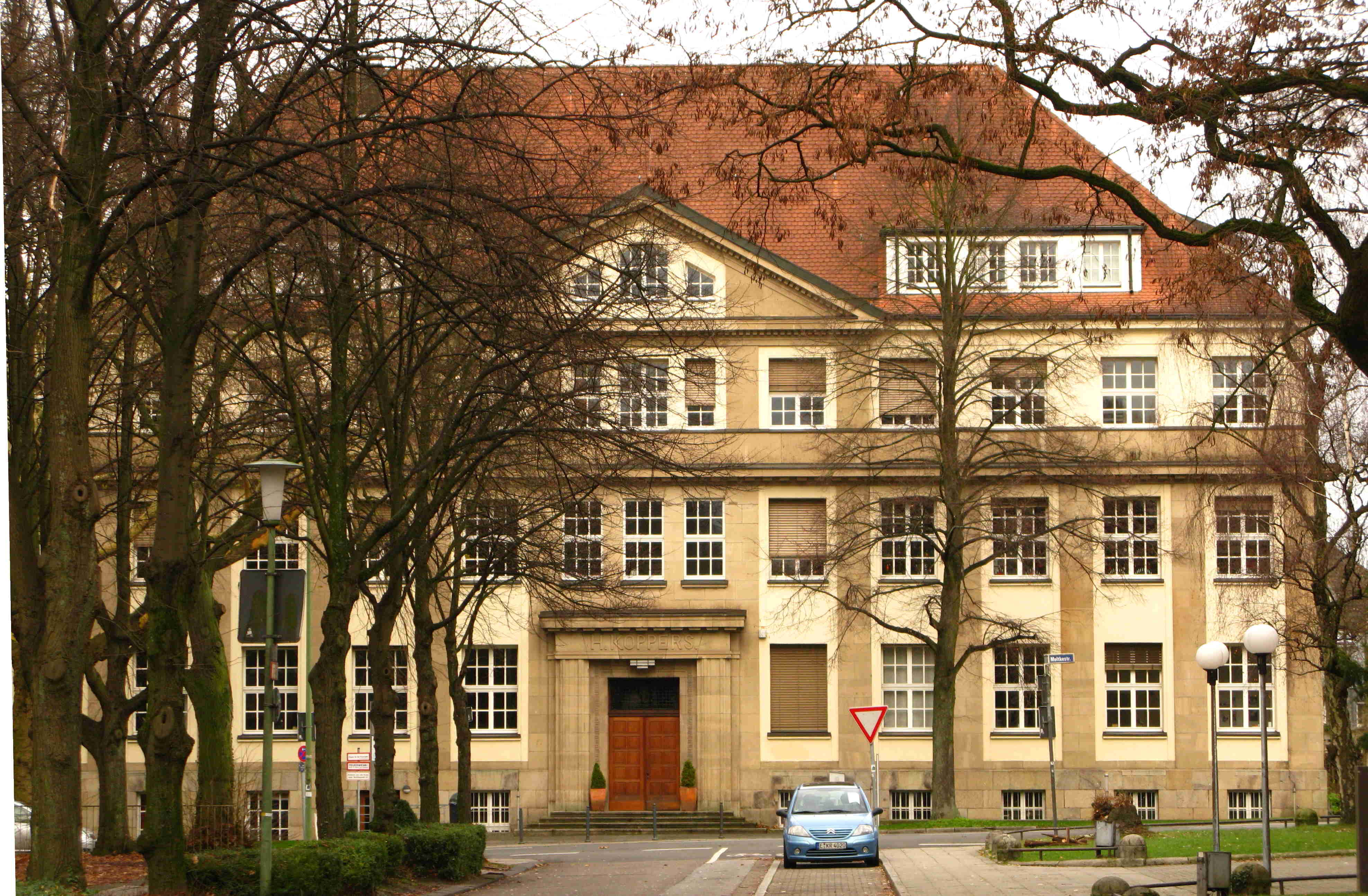
Ehemaliges Verwaltungsgebäude der Firma Heinrich Koppers

In der Villa Koppers, Moltkeplatz 61, im Essener Moltkeviertel, dem 1911 gebauten Wohnhaus der Familie Heinrich Koppers, hat heute die International School Ruhr ihren Sitz. Das sich direkt anschließende Verwaltungsgebäude der Firma H. Koppers an der Moltkestraße 29 aus dem gleichen Jahr wird als Büro- und Geschäftshaus genutzt.